# Esther Garboni
Esther Garboni, heterónimo de Esther García Bonilla (Sevilla, 6 de noviembre de 1973), es una poeta y escritora española contemporánea.

## Biografía
Licenciada en Filología Hispánica por la Universidad de Sevilla, ciudad donde reside. Ha realizado estudios de doctorado en Teoría de la Literatura y Crítica literaria. Su interés por la escritura dramática le ha llevado a recibir cursos de escritores como Bárbara Colio, Antonio Onetti  o José Luis Alonso de Santos, entre otros. Es miembro cofundador del Taller de Teatro Clásico de la Universidad Hispalense para el que ha trabajado como figurinista, escenógrafa, adaptadora de textos, actriz y, finalmente, directora (hasta 1998), llegando a representar en numerosos escenarios como el Festival de Teatro de Aviñón  (1992).
En 1989 fue seleccionada por la productora catalana Acosta Moro Films para protagonizar varios spots publicitarios, momento a partir del cual comienza su afición por la fotografía y la creación cinematográfica, actividad que realiza tanto en lo que a escritura de guiones se refiere, como a la vertiente creativa de planos e imágenes.
Se atribuye al profesor Francisco Espinosa Pascual ser el descubridor de sus dotes literarias y la persona que la animó para que se iniciase en el camino de las letras desde muy temprana edad. De este modo, en 1983, bajo el auspicio de este, algunos de sus poemas son publicados por la editorial SM en sus materiales curriculares.
Desde entonces no ha dejado de cultivar la creación lírica publicando libros como Las estaciones perdidas (2006), Tarjeta de embarque (2009), Sala de espera (2014) o A mano alzada (2018). Asimismo, numerosos poemas han aparecido en diversas  antologías  de poesía española, suplementos especializados y revistas literarias : Piedra del molino, En Sentido Figurado y Tinta China. Revista de Literatura (publicación recomendada por la UNESCO), entre otras.
Ha intervenido en numerosos encuentros poéticos y recitales, entre los que destacan los que organiza periódicamente el Excmo. Ateneo de Sevilla. Algunos poemas han sido musicalizados por cantautores como Guillermo Alvah.
En la actualidad compagina el ejercicio de la docencia en un Instituto de Enseñanza Secundaria de la provincia de Sevilla con la creación literaria, especialmente la escritura dramática, abarcando tanto la comedia como el drama o la tragedia y ocupándose también del teatro breve. En esta línea de trabajo ha recibido numerosos reconocimientos, como el premio Eurodram (conseguido, entre otros, por autores como Juan Mayorga o Alberto Conejero) y ha sido seleccionada por el Centro Dramático Nacional y la AAT (Asociación de Autores de Teatro) para la muestra del Salón Internacional del Libro Teatral que se celebra anualmente en el Teatro Valle-Inclán de Madrid.

## Obra

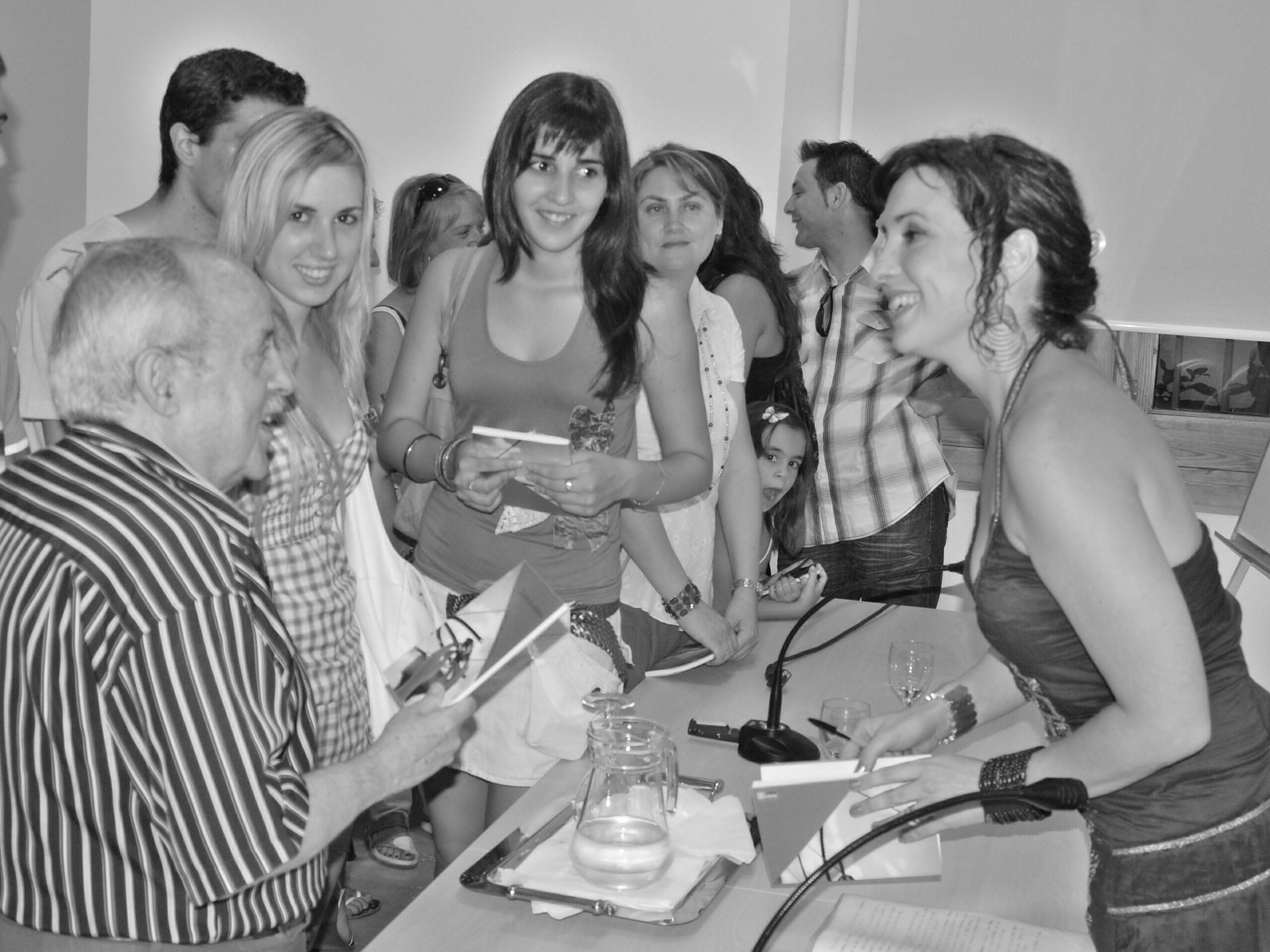
La escritora Esther Garboni con su profesor y mentor D. Francisco Espinosa Pascual durante la presentación del poemario Tarjeta de embarque, (Sevilla 2009)

### Narrativa
- Delirium tremens (novela)

- Se alquila corazón (relato)

### Teatro
- Ni tristes ni tigres. Trilogía: "Dientes de leche", "Un ratón así de grande", "Dormir y callar". (Sevilla, Ediciones Pangea, 2021) ISBN 978-84-126469-4-8

- Pasos de guerra (Sevilla, Ediciones Pangea, 2021) ISBN 978-84-123893-6-4 (obra traducida al inglés por Iride Lamartina-Lens bajo el título Paths of War. Library of Congress Control Nº: 2024945845). ISBN 978-1-888463-45-3

- Detrás del silencio (Sevilla, Consejería de Cultura y Patrimonio Histórico de la Junta de Andalucía, 2020) ISBN 978-84-9959-363-0

- Como ríen los delfines. Estrenada con el título No seas payaso, en el Teatro Pacific de Panamá el 23 de julio de 2021 bajo la dirección de Manuel Paz y producción de Benjamín Cohen.

- Peligrosa curva a la derecha

### Poesía
- Las estaciones perdidas (Sevilla, Asociación Cultural SEARUS, 2006)

- Tarjeta de embarque (Sevilla, SIM Libros, 2009)  ISBN 978-84-613-2137-7

- Tarjeta de embarque (Sevilla, SIM Libros, 2011, 2ª ed.)  ISBN 978-84-613-2137-7

- Sala de espera (Sevilla, Ediciones En Huida, 2014)  ISBN 978-84-943-2413-0

- A mano alzada (Sevilla, Editorial Libros de la Herida, 2018)  ISBN 978-84-948-0280-5

### Antologías
- Homenaje a la Fiesta del Soneto (Coord. Enrique Barrero González. Sevilla, Ateneo de Sevilla, 2006). ISBN 978-84-611-0907-4

- Homenaje a la Fiesta literaria de la belleza andaluza (Coord. Enrique Barrero González. Sevilla, Ateneo de Sevilla, 2007). ISBN 978-84-611-7432-4

- Antología poética del II Recital Chilango-andaluz (Pról. Iván Vergara / Javier Villaseñor. Sevilla, Cangrejo PIstolero Ediciones, 2008). ISBN 978-84-936-1085-2

- Homenaje a la Generación del 27 con motivo de los actos celebrados en diciembre de 1927 en el Ateneo de Sevilla (Sevilla, Ateneo de Sevilla, 2008). ISBN 978-84-612-7908-1

- Femigrama. Poesía con voz de mujer (Sevilla, Asociación Cultural Revista Ágora, La Palabra Itinerante, patroc. Red Municipal de Bibliotecas de Sevilla, 2008, págs. 73-81). Dep. Legal SE-5799-2008

- Homenaje a la Fiesta del Ultra celebrada en el Ateneo de Sevilla en 1919 (Sevilla, Ateneo de Sevilla, 2008). ISBN 978-84-612-3400-4

- Homenaje a la Velada celebrada en Honor a Juan Ramón Jiménez en el Ateneo de Sevilla en marzo de 2012 (Sevilla, Ateneo de Sevilla, 2009). ISBN 978-84-613-5740-6

- La femme en verso (Coord. Diego Vaya y Nacho Montoto, Sevilla, Ediciones Escribes, 2009). ISBN  978-84-613-7206-5

- Puta poesía (Ed. de Ferrán Fernández, Girona, Luces de Gálibo, 2010). ISBN 978-84-937-3028-4

- Estación poesía 6 (Dir. Antonio Rivero Taravillo, Sevilla, CICUS Centro de Iniciativas Culturales de la Universidad de Sevilla, 2016).

- De la estirpe de Bécquer. Los poetas de Sevilla recuerdan a Gustavo Adolfo Bécquer en el CL aniversario de su muerte (Sevilla, Real Círculo de Labradores, 2020).

## Estilo
Los poemas de esta autora se caracterizan por la variedad de tonos, temas y registros que oscilan desde las líneas más puras de la poesía clásica  hasta un conceptismo vanguardista .
En Las estaciones perdidas, la primavera, la luz, y el paisaje convergen en otoño triste, bruno y amargo y el dolor anega de tristeza el sentimiento. En esta obra, cuyo tema es el paso del tiempo, la pintura de cuadros realistas unida al empleo de un tono intimista y melancólico para recrear la atmósfera cotidiana hace que la expresión humana cobre una dimensión intemporal.
Tarjeta de embarque, es un vuelo por los estados del alma: soledad, hastío, nostalgia, esperanza, miedo… La voz poética se adentra en un camino de búsqueda, de respuestas, a través de las distintas fases de un viaje en las que va llenando su maleta de metáforas e imágenes.
Es el álter ego de la autora   —de ahí, quizás, la utilización del heterónimo—, que se define así: 

“No soy una exhibicionista emocional, no me desnudo en mis versos. Tampoco soy una fingidora porque, aunque no escribo lo que he vivido, vivo en lo que escribo. Entrego autenticidad, pero mi poesía es la de la otredad, la de la empatía. Es poesía vicaria porque mis intereses no son otros que las palabras y las personas”.

El poemario está estructurado en tres partes: “Contraluz”, “El beso del Bósforo” y “Equipaje de mano”,  hilvanadas por la temática del viaje. Según Juan Frau  —autor del prólogo de la obra—, el viaje sirve, además, para que las cosas se vean con otra luz, bajo otro sol, en un nuevo contexto. De ahí que los paisajes exóticos que se nos muestran en estos poemas sean, por contraste, la manera más precisa de descubrirnos y sabernos. En otra línea, A. Jurado Quesada opina que el tono exótico, casi cavafiano , de algunos poemas de “El beso del Bósforo”  se combina con acierto con el lenguaje poético de lo cotidiano que se acentúa en la última parte del libro “Equipaje de mano” y añade: “La elegante ironía de su palabra poética, simple como un anillo, como diría Neruda, no deja que el tono elegíaco  predominante en el poemario se apodere del lector. Este asiste ensimismado a un juego de voces, a una forma de mirar el mundo polarizado y múltiple". En su conjunto es un libro que emociona y sugiere.

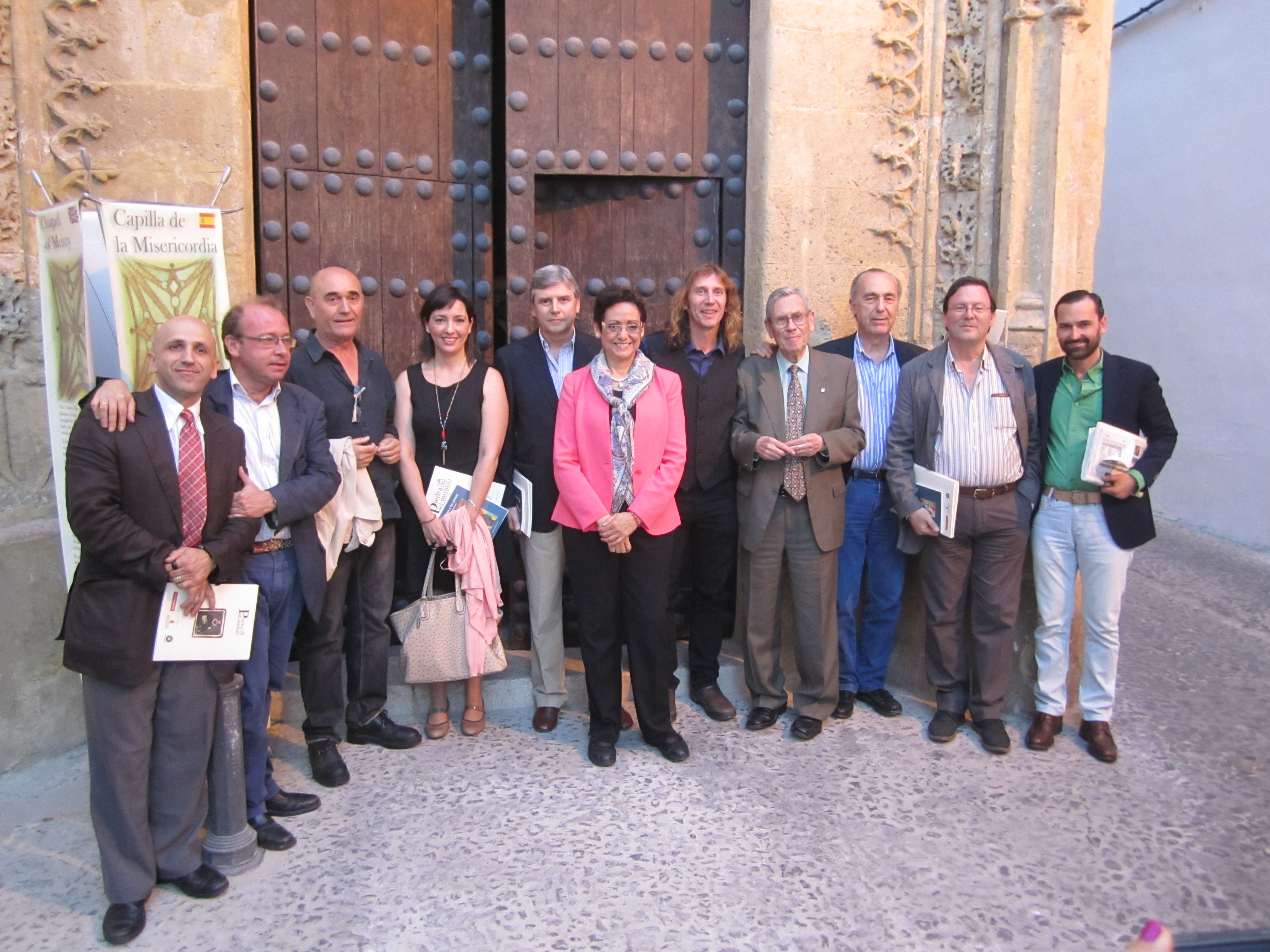
Los poetas (de izda. a dcha.):Jesús Cotta Lobato, Enrique Barrero Rodríguez, Juan José Vélez Otero, Esther Garboni, Víctor Jiménez Guerrero, Luisa Fernanda Cuéllar-Vázquez, Jorge de Arco, Carlos Murciano, Luis Alberto de Cuenca, Juan Lamillar e Ignacio Arrabal.

En Sala de espera, el universo poético se vincula al ámbito de la medicina: “Del amor y otras reacciones adversas”, ”De la convalecencia” y “De venta en farmacias”, son los títulos de las tres partes en las que se divide el libro. 
En él, las pasiones humanas  aparecen bajo el prisma de una dolencia para la que el lector encuentra el antídoto preciso, una vez que las hace suyas, tras un proceso de reflexión. De este modo, las composiciones se presentan como una forma de curación a medida que avanza la lectura. Afirma Diego Vaya que en esta obra "Esther Garboni nos habla de la tristeza, del dolor, de la desesperanza, de las grandes dudas  [...].Cada poema actuará con una fórmula, con un principio activo, y también con unos efectos secundarios".
La división tripartita continúa en el poemario A mano alzada, cuya estructura central adquiere nombres de técnicas pictóricas (“Aguafuerte”, “Pincel seco”, “Invinación”) que, según Rosario Pérez Cabaña,  sirven aquí de símbolo, de analogía, de metáforas que se presentan especularmente en los textos.  En la primera parte del libro encontramos un espacio poético que se alza desde el dolor y la rabia, desde la injusticia social. La segunda parte, titulada “Pincel seco”, hace referencia a una técnica consistente en pasar el pincel poco impregnado de pigmento “una y otra vez”: hasta dar con lo visible. “Verás lo que pocos ven. / Y el mundo será el fin / luminosamente tuyo”, se nos dice en el poema “Solo para tus ojos (Poema en braille)”. Soberbios son los endecasílabos del poema “Verano de 1930, vuelta a casa”, donde la imaginación evoca el retorno al hogar de Federico García Lorca después su estancia americana como trascendencia de todo regreso. En la última parte “Invinación”, técnica que consiste en convertir en tinta el vino,  encontramos el espacio del eros, los sentimientos en fiebre, el celaje turbio de la memoria...Voz y silencio en un brindis luminoso que culmina con un endecasílabo de diez acentos que cierra el poema.
En general los poemas de estos libros y otros, diseminados en distintas antologías, muestran una lírica aticista y refinada incluso, en ocasiones, escéptica que se ve favorecida por el empleo de un lenguaje preciso, pero enormemente sugerente que impregna a los poemas, además de profundidad y pureza literaria, de gran belleza artística.

## Galardones
- Premio Eurodram (2023), de la European Network for Drama in Translation.
- Finalista del VIII Concurso Internacional de microrrelatos "Inspiraciones nocturnas" (2021).
- Premio Internacional "Miradas de la dramaturgia" (2020), por la obra Como ríen los delfines.
- Finalista en el concurso Versos al paso[10] organizado por Boa Mistura con el patrocinio del Ayuntamiento de Madrid 2018.[11]
- 2º Premio en el XXVIII Premio Searus de Poesía   (2005), por la  obra Las estaciones perdidas.
- Mención de Honor en el V Certamen Literario Nacional “Universidad de Sevilla” (1998),  por la obra Se alquila corazón.